# Live and Let Die (videogioco)
Live and Let Die (titolo completo, usato solo sulle copertine: Ian Fleming's James Bond 007 in Live and Let Die: The Computer Game) è un videogioco sviluppato da Elite Systems e pubblicato nel 1988 dalla Domark per gli home computer Amiga, Atari ST, Amstrad CPC, Commodore 64 e ZX Spectrum. Ispirato al film Agente 007 - Vivi e lascia morire del 1973, il gioco è un simulatore di guida e combattimento in cui James Bond controlla un motoscafo. Il videogioco richiama in particolare una lunga scena del film su un inseguimento in motoscafo nelle paludi della Louisiana, ma in generale ha poco a che vedere con il film stesso; lo sviluppo infatti era già iniziato come titolo autonomo privo di licenze, quando la Domark decise di trasformarlo in un gioco basato sul film. Una versione del gioco priva di ogni riferimento a 007, con il titolo Aquablast, venne effettivamente pubblicata negli Stati Uniti per Amiga, direttamente dalla Elite nel 1989.

## Modalità di gioco
Live and Let Die è un gioco di guida e sparatutto con visuale tridimensionale dal retro del motoscafo; ha molto in comune con il precedente Buggy Boy della stessa Elite, e altri titoli come RoadBlasters e Overlander.
Il giocatore può scegliere tra quattro percorsi: allenamento di tiro al bersaglio senza avversari, allenamento con avversari al Polo Nord o nel deserto del Sahara, e la missione vera e propria nei pressi di New Orleans. Difficoltà e tipo di paesaggio cambiano di conseguenza. L'obiettivo finale della missione principale è distruggere la raffineria del trafficante di droga Kananga detto "Mr. Big", antagonista anche nel film.
Il motoscafo deve attraversare un percorso obbligato lungo un corso d'acqua con curve, evitando o distruggendo nemici ed evitando ostacoli come le rocce affioranti, mentre le sponde sono innocue e non c'è pericolo di urtarle. Si può virare, regolare la velocità del motoscafo, e sparare in avanti proiettili illimitati oppure missili, questi ultimi in una scorta massima di tre. In caso di scontro o se colpito dal fuoco nemico il motoscafo si distrugge, ma si riparte sempre dalla posizione attuale con uno nuovo. Ciò che determina il game over è solo l'esaurimento del carburante, che deve essere rifornito spesso raccogliendo taniche galleggianti e si consuma anche andando piano, per cui è necessario tenere una buona velocità e non perdere tempo.
Gli avversari comprendono mine, postazioni di fuoco sulle sponde, aerei che passano e mitragliano o lanciano siluri, motoscafi disarmati (letali solo in caso di scontro) o che sganciano false taniche di carburante esplosive. Possono passare anche elicotteri alleati che sganciano rifornimenti di carburante e missili. 
I percorsi presentano inoltre gallerie buie, tronchi galleggianti che si possono usare come rampe per fare grandi balzi fuori dall'acqua, sbarramenti da distruggere necessariamente con un missile, tratti con sdoppiamenti del canale, tratti ristretti con argini inclinati dove il motoscafo può viaggiare anche scivolando fuori dall'acqua. I balzi servono tra l'altro per poter lanciare al volo un missile contro la raffineria e completare il gioco.
Fa eccezione la missione di tiro al bersaglio dove ci sono solo rocce e bersagli circolari fermi in acqua.